# Membres de l'Ordre national du Québec, par ordre alphabétique W
L'article contient une liste des membres de l'Ordre national du Québec. En 2011, il y a 810 personnes en tout qui font partie de cet ordre.
| \| Listes des membres de l'Ordre national du Québec \|            |
| A B C D E F G H I J K L M N O P Q R S T U V W X Y Z Non canadiens |
| Listes des membres de l'Ordre national du Québec                  |

| Nom                         | Grade      | Année | Occupation                                                                 |
| Mark-A. Wainberg            | Officier   | 2005  | médecin spécialiste du sida ;                                              |
| J. C. Roger Warren          | Chevalier  | 2005  | spécialiste de l'énergie                                                   |
| Dora Wasserman              | Chevalière | 2003  | femme de théâtre                                                           |
| Lise Watier                 | Officière  | 2000  | fondatrice et présidente d'une compagnie de cosmétiques qui porte son nom  |
| Charlie Watt                | Officier   | 1993  | chef inuit                                                                 |
| Phyllis Godfrey Waxman      | Chevalière | 1988  | professeure de musique et d’art dramatique, bénévole en milieu hospitalier |
| Ben Weider                  | Chevalier  | 2000  | fondateur et président d'une compagnie de culturisme qui porte son nom     |
| Juanita Westmoreland-Traoré | Officière  | 1991  | avocate impliquée socialement                                              |